# Premeća
Premeća (cyr. Премећа) – wieś w Serbii, w okręgu morawickim, w mieście Čačak. W 2011 roku liczyła 238 mieszkańców.